# Ebergötzen
Ebergötzen település Németországban, azon belül Alsó-Szászország tartományban. Lakosainak száma 1941 fő (2023. december 31.).

## Népesség
A település népességének változása:
| Lakosok száma | 1918 | 1940 | 1952 | 1971 | 1971 | 1926 | 1969 | 1941 |
|               | 2015 | 2016 | 2017 | 2018 | 2019 | 2021 | 2022 | 2023 |